# Обратная сила закона
Обратная сила закона или ретроактивность закона — действие закона или другой нормы права в отношении событий, которые имели место до вступления закона в силу.
Конституциями многих стран применение обратной силы закона, в первую очередь, в уголовном праве, в случае установления ранее не существовавшей ответственности или ужесточения ответственности, существовавшей ранее, прямо запрещено.
Обратная сила закона, как правило, применяется в отношениях между государством и гражданами, причем делается это в интересах граждан. Примерами применения обратной силы закона являются пенсионное законодательство и нормы уголовного права, которые устраняют или смягчают ответственность за ранее совершённое преступление.

## Обратная сила закона в международно-правовых актах
В международных отношениях известны случаи ретроактивного действия международных договоров. 
- так, 31 декабря 1974 года в Дели был подписан португальско-индийский договор, в соответствии с которым Португалия официально признавала суверенитет Индии над бывшими португальскими колониальными владениями (Гоа, Даман, Диу, Дадра и Нагар Хавели). В тексте этого договора было отмечено, что Португалия признает эти территории неотъемлемой частью Индии с того момента, когда они стали таковыми в соответствии с индийской конституцией[4].

Согласно пункту 2 статьи 11 Всеобщей декларации прав человека, «никто не может быть осуждён за преступление на основании совершения какого-либо деяния или за бездействие, которые во время их совершения не составляли преступления по национальным законам или по международному праву. Не может также налагаться наказание более тяжкое, нежели то, которое могло быть применено в то время, когда преступление было совершено». Аналогичная норма содержится в пункте 1 статьи 7 Европейской конвенции о защите прав человека и основных свобод.